# Convenios de Lagos
Los Convenios de Lagos fueron suscritos por Ignacio Comonfort, Antonio de Haro y Tamariz y Manuel Doblado el 16 de septiembre de 1855 en la Villa de Santa María de los Lagos.  
En él los líderes de los pronunciamientos contra el último gobierno de Antonio López de Santa Anna, Antonio de Haro y Tamariz primer jefe del ejército y movimiento político del San Luis y Manuel Doblado, gobernador del Departamento de Guanajuato, se adhieren al Plan de Ayutla, representado por Ignacio Comonfort, mano derecha del líder del levantamiento, Juan Álvarez.
Los convenios se firmaron en la finca ubicada en las actuales calles de Francisco González León, y Miguel Leandro Guerra, (finca ocupada actualmente por una sucursal de Banamex)

## Antecedentes
El 1° de marzo de 1854 fue proclamado el Plan de Ayutla, modificado el 11 del mismo. Dicho plan, proclamado por el general Florencio Villarreal desconocía al gobierno de Santa Anna. Según el documento, Juan Álvarez sería presidente interino, hasta convocadas las elecciones. Ignacio Comonfort parece ser el redactor de éste.
El plan mencionaba que las instituciones que debían establecerse serían republicanas y federalistas.
Juan Álvarez establece gabinete y se invita a los liberales exiliados en Nueva Orleans, principalmente a Melchor Ocampo a adherirse al Plan.
Diez días después se invita, con éxito, a Nicolás Bravo, a Tomás Moreno y a la Guarnición militar de Acapulco a unirse.
Quedaron en poder de Álvarez dos santannistas prominentes, José María Zambombino, comandante militar de la plaza, y Sebastián Halzinzer, primer teniente de marina en el puerto.
Álvarez quería vengar el fusilamiento de Indart y Vargas, rebeldes a Santa Anna anteriormente y que habían perdido la vida como represalia a su rebeldía. Comonfort logró prevenir esto y con ello ganó admiración en el resto del país, como un hombre pacífico y civilista. 
Al ver dicho avance, Santa Anna mandó a Félix Zuloaga El Cerro del Limón fue escenario del encuentro entre las tropas de Zuloaga y de Faustino Villalba; este fue alcanzado por una granada que le explotó en la cara y murió. Para escarmiento de los rebeldes.  Gobierno del centro ordenó que la cabeza de Villalba fuera clavada en un poste y expuesta en la población de Mezcala. Zuluaga cumplió la orden y continuó su marcha.  En la Hacienda de Nuzco, en las afueras de Tecpan logró dispersar a las tropas del general Moreno. Los rebeldes consiguieron ayuda y regresaron a sitiar a Zuloaga en dicha hacienda. Con escasos recursos, los gobernistas se defendieron durante treinta y siete días. 1500, hombres desalentados optaron por pasar a las filas de los rebeldes.
Acompañó a Comonfort a la campaña de Michoacán. Le agradó la actitud moralizadora de no permitir saqueos ni robos y declaró por escrito su adhesión al movimiento de Ayutla. Comonfort comunicó esta victoria al general Álvarez y el suriano la publicó en todos los cuarteles a su mando. Se tomaría ese valioso jefe al servicio de las armas. La adhesión de Zuluaga era importante, al tratarse de un jefe militar de prestigio. Declaró que sus ideas habían sido siempre y liberales.  "...ya que eran las que el siglo marca para el adelanto de los pueblos."
Con ello se unieron los generales. Luis Ghilardi, Manuel García Pueblita, Epitacio Huerta y Santos Degollado Encaminándose por la costa de Michoacán, luego a Colima y más tarde a Zapotlán. Colima, que fue tomada sin dispararse un tiro le abrió las puertas, con la promesa de respetar la vida de jefes y oficiales. En Zapotlán, en cambio, hubo reñido combate, terminando este, perdonó la vida a la guarnición del lugar, contrariando a la opinión de sus compañeros que tildaban de traidor a la patria (tal cual Ayutla lo marcaba) a todo aquél que se les oponía.
Al llegar a Guadalajara se enteró de que un nuevo plan político había surgido en la Nación: el firmado y proclamado por Antonio de Haro y Tamariz en San Luis Potosí el 13 de agosto de 1855. Este documento pidió igualmente la convocación de un congreso y añadió únicamente el respeto a la propiedad, al clero y al ejército. Sus adictos fueron Anastasio Parrodi, el teniente general de San Luis Potosí, quien estaba combatiendo a las fuerzas del gobernador de Nuevo León Santiago Vidaurri y Francisco Güitián, brigadier.
Este plan amenazaba con restarle simpatías al de Ayutla. Haro y Tamariz representaba a las fuerzas conservadoras que estaban hartas de los ires y venires de Santa Anna y que tras la muerte de Lucas Alamán dos años antes, no tenían un centro al que acudir para coordinar sus esfuerzos políticos.
Mientras que el gobernador de Guanajuato se encontraba también en rebeldía habiendo él mismo proclamado un plan que pedía lo mismo que Ayutla y San Luis.
Por lo tanto, Comonfort buscó reunirse con los generales Haro y Tamariz y Doblado, en Lagos lugar intermedio entre San Luis, Guanajuato y Guadalajara. Comonfort logró después de cinco horas de plática que los señores apoyaran sin modificación alguna el Plan de Ayutla, considerando que sus respectivos planes no pugnaban en manera alguna con el que representaba Comonfort.
Con ello quedaba asegurado el Occidente, el Sur y el Bajío para la causa de Ayutla. Convirtiendo a Comonfort en el hombre del equilibrio político, porque mientras él, un liberal moderado, firmaba con el conservador de mayor talla y con el hombre fuerte del Bajío, otro liberal moderado, Álvarez se encontraba cada vez más influenciado por los liberales puros que se nucleaban en torno suyo en Cuernavaca.

## Texto
En la ciudad de Lagos, del Departamento de Jalisco, a los dieciséis días del mes de septiembre de mil ochocientos cincuenta y ocho, reunidos el Excmo. Sr. D. Antonio de Haro y Tamariz, primer jefe del ejército y movimiento político del San Luis, y el Excmo. Sr. Lic. D. Manuel Doblado, gobernador del Departamento de Guanajuato, deseosos todos de que la revolución llegue a un pronto y feliz término, a fin de volver al país el reposo y tranquilidad de que tanto necesita: y 
CONSIDERANDO:
Que ni el plan proclamado en San Luis por el segundo de los señores expresados, ni el de
Guanajuato por el último de los mismos, pugnan en manera alguna con el de Ayutla según debe notarse en el art. 4°. del primero, y en los considerandos del segundo, así como por las explicaciones que han
mediado:
Que en los expresados dos planes no se propusieron sus respectivos jefes más que precaver la anarquía, salvar el orden y las garantías, al paso que prepararse para influir conciliatoriamente en el restablecimiento de la tranquilidad pública bastante amenazada por ocasión del abandono que hizo del gobierno la persona que lo representaba:
Que el plan de Ayutla llena de pronto las exigencias públicas, garantiza toda clase de intereses y prepara el porvenir de la República bajo de reglas prudentes, ilustradas y de orden que responden de
la paz y del engrandecimiento de los pueblos:
Y que por último no puede ser más explícita y clara la voluntad que ha expresado la nación en favor del repetido plan de Ayutla, resolvieron aprobar y cumplir fiel y religiosamente los artículos siguientes:
Art. 1°. Reconocen, respetan y obedecerán, sin modificación alguna, el plan proclamado en Ayutla el 1° de marzo de 1854, con las reformas que se le hicieron en Acapulco el 11 del mismo mes.
Art. 2°. Reconocen asimismo como general en jefe de la revolución, al Excmo. Sr. general D. Juan Álvarez; y en consecuencia los Excmos. Sres. D. Antonio de Haro y Tamariz y Lic. D. Manuel Doblado, respeten y obedecen al Excmo. Sr. D. Ignacio Comonfort, como representante y como segundo del Excmo. Sr. Álvarez.
Art. 3°. De conformidad con las garantías que presta el ejército el art. 6°. del referido plan de Ayutla, el presidente interino cuidará de conservarlo y atenderlo, ocupándose como lo desea de la nación, y como es preciso y notoriamente oportuno, de reformarlo, a fin de que recobre su moralidad, y de que su prestigio sirva de una manera eficaz al mantenimiento de la integridad nacional a la conservación del
orden público y guardar los respetos y obediencia debidos al gobierno que quiera darse la nación en consecuencia firmaron.
—Ignacio Comonfort.—Antonio de Haro y Tamariz.—Manuel Doblado.
Lagos, 16 de septiembre de 1855